# Bon Chrétien de Bricqueville
Bon Chrétien de Bricqueville, seigneur et patron de Roncey, de Neuville-au-Plain, né le 20 octobre 1726 à Bretteville-en-Saire (Manche) et mort le 2 janvier 1803 à Valognes, est un officier de marine français du XVIIIe siècle.

## Biographie

### Origines et famille
Bon Chrétien de Bricqueville descend de la famille de Bricqueville, seigneurs de Bretteville, une famille de la noblesse normande. Il est le quatrième enfant de Guillaume Antoine de Bricqueville, seigneur de Bretteville en Saire (1690-1775) et de Madeleine de La Motte de Pont Roger (née en 1688). De cette union naissent :
- Jeanne Françoise de Bricqueville (1722-1773) ;
- Claude Marie de Bricqueville (1724-?), capitaine de cavalerie ;
- Louise Madeleine de Bricqueville (1725-?) ;
- Bon Chrétien de Bricqueville (1726-1803) ;
- Hilaire-Françoise de Bricqueville (1728-?) ;
- Marie de Bricqueville (1729-?) ;

Il est le petit-cousin du marquis de la Luzerne, vice-amiral du Ponant.

### Carrière dans la Marine royale
Il entre jeune dans la Marine royale. Il est garde de la Marine en 1743, à l'âge de dix-sept ans. Il suit alors le parcours classique de tout « officier bleu » et gravit un à un les échelons hiérarchiques du corps de la Marine: enseigne de vaisseau en 1748, il est promu lieutenant de vaisseau en 1756, puis capitaine d'artillerie en 1762, et enfin capitaine de frégate en 1767.
Fait chevalier de Saint-Louis en 1763, il reçoit son brevet de capitaine de vaisseau en 1772 et est nommé major de la marine la même année. Il participe à la guerre d'indépendance des États-Unis. Il commande Le Solitaire, vaisseau de 64 canons, à la bataille d'Ouessant le 27 juillet 1778.
En mars 1781, il fait partie de la flotte française qui quitte Brest sous les ordres du comte de Grasse. Le 29 avril, il commande le Northumberland, de 74 canons,  à la bataille de Fort-Royal contre la flotte britannique de l'amiral Hood. Le 5 septembre, il est à la bataille de la baie de Chesapeake. Il reçoit le commandement de L'Aigrette en 1782.
Promu chef d'escadre en 1784, après la Paix de Paris (1783). Il est membre de l'Académie de marine, Il est membre d'origine de la Société des Cincinnati de France. Il meurt le 2 janvier 1803 à Valognes, à l'âge de 76 ans.

## Mariage et descendance
Il épouse le 17 janvier 1786, à Brest, Marguerite Nicole Simon d'Hégry (1737-1804).